# Att vara Elvis
Att vara Elvis är en barnbok från 1977 av den svenska författaren Maria Gripe med illustrationer av Harald Gripe.
Att vara Elvis är den fjärde boken av fem i serien om pojken Elvis, vilken avslutades 1979. 